# Tim Markström
Tim Erik Markström, född 9 oktober 1986 i Gävle, är en svensk före detta fotbollsmålvakt som numera är målvaktstränare i Gefle IF. Han har tidigare spelat för bland annat Hammarby IF.
Tim Markström är son till Anders Markström, som även han var målvakt i Hammarby under 1980-talet. Han är bror till ishockeymålvakten Jacob Markström.

## Karriär
Markström blev säsongen 2013 utlånad till IK Brage från Hammarby där han gjorde 13 matcher och skrev den 30 december 2013 på ett nytt tvåårskontrakt med Hammarby. Den 30 maj 2015 debuterade Markstöm för Bajen mot Halmstads BK och i den efterföljande matchen mot Kalmar räddade Markström en straff från Viktor Elm.
I juli 2017 återvände Markström till Sandvikens IF, där han skrev på ett 3,5-årskontrakt. Efter säsongen 2019 lämnade Markström klubben.
Den 30 november 2019 värvades Markström av Gefle IF, där han skrev på ett tvåårskontrakt. Efter att säsongen 2022 varit med och tagit upp Gefle i Superettan, och själv prisats som Årets Målvakt i Ettan Norra, meddelade Markström att han avslutar karriären och tar upp rollen som målvaktstränare i klubben.